# لی اون سونگ
لی اون سونگ (کره‌ای: 이은성؛ زادهٔ ۸ اوت ۱۹۸۸) بازیگر اهل کره جنوبی است. وی بین سال‌های ۲۰۰۳ تا ۲۰۰۹ میلادی فعالیت می‌کرد.

## زندگی شخصی
لی اون سونگ با خواننده سو ته‌جی در ۲۶ ژوئن ۲۰۱۳ در سئول، کره جنوبی تنها با حضور اعضای خانواده ازدواج کرد. آنها یکدیگر زمانی را ملاقات کردند که لی اون سونگ در موزیک ویدئوی «مثلث برمودا» از هشتمین آلبوم سو ته‌جی در سال ۲۰۰۸ حضور پیدا کرد و این زوج در سال ۲۰۰۹ رابطهٔ خود را آغاز کردند. فرزند اول این زوج که یک دختر بود، در ۲۷ اوت ۲۰۱۴ به دنیا آمد.